# ロレンソ・ホセ・ゴンサレス・モンテスデオカ
ロレンソ・ホセ・ゴンサレス・モンテスデオカ（スペイン語: Lorenzo José González Montesdeoca、2000年4月10日 - ）は、スイスとスペインのサッカー選手。ADセウタFC所属ポジションはFW。ガーディアン紙のネクスト・ジェネレーション2017に選出された。

## クラブ歴
ラス・パルマスに生まれたが、幼少期にジュネーヴに移り、5歳でセルヴェットFCの下部組織に加入した。2016年7月、レアル・マドリードやマンチェスター・シティFCからの関心を報じられていた中で、マンチェスター・シティに4年契約で加入。2018年9月25日にはU-21チームでEFLトロフィーに出場し1得点を記録した。
2019年9月2日にリーガ・エスパニョーラ・セグンダ・ディビシオンのマラガCFに完全移籍。ダビド・ロンバンに代わって投入されて移籍後初出場を記録した。
2020年1月24日にスイス・スーパーリーグのFCザンクト・ガレンに完全移籍。

## 代表歴
アンダー代表では一貫してスイス代表を選択している。

## 私生活
父がスイス人で母がスペイン人。